# Jean Fischer
Jean-Baptiste Fischer (Brunstatt, 17 maart 1867- ? ) was een Frans professioneel wielrenner. Na 1905 beëindigde hij zijn loopbaan en emigreerde naar de Verenigde Staten.

## Palmares
1901
- Parijs-Tours

## Resultaten in voornaamste wedstrijden
| Jaar | Ronde van Italië | Ronde van Frankrijk | Ronde van Spanje |
| ---- | ---------------- | ------------------- | ---------------- |
| 1901 |                  |                     |                  |
| 1902 |                  |                     |                  |
| 1903 |                  | 5e                  |                  |
| 1905 |                  | opgave              |                  |

| Jaar | Parijs-Roubaix | Parijs-Tours |
| ---- | -------------- | ------------ |
| 1901 | 7e             | Goud         |
| 1902 | 6e             |              |
| 1903 | 6e             |              |
| 1905 |                |              |

## Ploegen
- 1903 - La Française
- 1905 - Peugeot-Wolber